# Змова Вілбі
Змова Вілбі (англ. The Wilby Conspiracy) — британський пригодницький бойовик 1975 року.

## Сюжет
Південна Африка. Після десятирічного тюремного ув'язнення чорношкірий політичний в'язень Шек Твала виходить на свободу. Але після конфлікту з поліцейськими він змушений тікати з країни разом з британським інженером Джимом Кеогом. Твала наполягає, що по дорозі вони повинні заїхали в Кейптаун по дуже важливій справі. А по сліду втікачів невблаганно йде майор таємної поліції Горн.

## У ролях
| Актор           | Роль             |
| --------------- | ---------------- |
| Сідні Пуатьє    | Шак Твала        |
| Майкл Кейн      | Джим Кеог        |
| Нікол Вільямсон | майор Горн       |
| Прунелла Джі    | Рина Ван Нікірк  |
| Саїд Джаффрі    | Мукарджі         |
| Персіс Хамбатта | Персіс Рей       |
| Рейк де Гойер   | Ван Гірден       |
| Рутгер Гауер    | Блейн Ван Нікірк |
| Патрік Аллен    | окружний комісар |
| Джо Де Графт    | Вілбі Ксаба      |
| Арчі Дункан     | Гордон           |
| Абдулла Сунадо  | староста села    |
| Гельмут Дантіні | обвинувач        |
| Пітер Пірс      | поліцейський     |